# Kurt Mohr (Geologe)
Kurt Mohr (* 23. April 1926 in Helmbrechts; † 13. Oktober 2017 in Clausthal-Zellerfeld) war ein deutscher Geologe, der sich insbesondere mit der Geologie des Harzes befasste und darüber mehrere Bücher veröffentlichte.

## Leben
Mohr studierte nach Wehrdienst und Gefangenschaft 1943 bis 1945 Geologie mit dem Diplom 1956. Er wurde 1959 an der Universität Würzburg promoviert und ging danach an die Bergakademie Clausthal (heute Technische Universität Clausthal), wo er 1961 wissenschaftlicher Assistent wurde. 1968 habilitierte er sich in Clausthal-Zellerfeld mit der Schrift Zur paläozoischen Entwicklung und Lineamenttektonik des Harzes, speziell des Westharzes, die kontrovers diskutiert wurde. 1971 wurde Mohr zum Akademischen Rat ernannt, 1974 zum außerplanmäßigen Professor für Geologie und Paläontologie und 1975 zum Akademischen Oberrat. 1978 erhielt er die Berufung zum Universitäts-Professor für Harzgeologie. Dieses Amt übte er bis zu seiner Emeritierung 1991 aus.
Mohr veröffentlichte weit verbreitete, auch populärwissenschaftliche Bücher über die Geologie des Harzes. Als sein Hauptwerk gilt Geologie und Minerallagerstätten des Harzes.

## Schriften (Auswahl)
- Der Devonaufbruch im Langes-Tal/Oberharz, in: Roemeriana Nr. 6, Clausthal-Zellerfeld 1962, S. 101–146.
- 400 Millionen Jahre Harzgeschichte – die Geologie des Westharzes. Piepersche Druckerei, Clausthal-Zellerfeld 1963
- mit W. Fuchs, Andreas Pilger: Lineamenttektonik und Magmatismus im Westharz, in: Clausthaler Tektonische Hefte, Nr. 9, 1969
- Harz – westlicher Teil, Sammlung Geologischer Führer, Band 58, Borntraeger, Stuttgart 1973
- Harzvorland – westlicher Teil, Sammlung Geologischer Führer, Band 70, Borntraeger, Berlin/Stuttgart 1982
- Montangeologisches Wörterbuch für den Westharz, Schweizerbart, Stuttgart 1989
- Geologie und Minerallagerstätten des Harzes. Schweizerbart, Stuttgart 1978
- Die klassische Quadratmeile der Geologie: geologische Wanderungen um Goslar, Bad Harzburg, Clausthal-Zellerfeld und Altenau. Niedersächsische Akademie für Geowissenschaften (Hrsg.), Hannover 1999
- Die Fossilien des Westharzes: Eine Einführung. Piepersche Druckerei, Clausthal-Zellerfeld 1986
- Geologische Wanderungen rund um die Westharzer Talsperren. Innerste – Grane – Oker – Ecker – Oder – Söse. Piepersche Druckerei, 3. Auflage, Clausthal-Zellerfeld 1980